# Gvozd
Gvozd je općina u Hrvatskoj, u Sisačko-moslavačkoj županiji. Sjedište Općine Gvozd nalazi se u naselju Vrginmost, koje je u razdoblju od 1996. do 2012. također nosilo naziv Gvozd.

## Zemljopis
Gvozd je općina u Hrvatskoj, pripada Sisačko-moslavačkoj županiji, nalazi se podno Gvozda na kojem je poginuo posljednji hrvatski kralj narodne krvi Petar Svačić te se od tada ta gora po njemu naziva Petrova gora.

## Stanovništvo
| broj stanovnika | 10154 | 10847 | 10129 | 12618 | 13560 | 14663 | 14326 | 16032 | 11787 | 12468 | 12248 | 11125 | 9731  | 8082  | 3779  | 2970  | 2047  |
|                 | 1857. | 1869. | 1880. | 1890. | 1900. | 1910. | 1921. | 1931. | 1948. | 1953. | 1961. | 1971. | 1981. | 1991. | 2001. | 2011. | 2021. |

### Popis stanovništva 2011. godine
Prema popisu stanovništva iz 2011. godine, u općini Gvozd živi 2970 stanovnika, od čega 1976 (66,53 %) Srba, 951 (32,02 %) Hrvata i 43 (1,45 %) ostalih.
Raspored stanovništva po naseljima:
- Blatuša – 171
- Bović – 91
- Brnjavac – 93
- Crevarska Strana – 161
- Čremušnica – 103
- Dugo Selo Lasinjsko – 46
- Golinja – 38
- Gornja Čemernica – 142
- Gornja Trstenica – 88
- Kirin – 52
- Kozarac – 122
- Ostrožin – 32
- Pješčanica – 161
- Podgorje – 150
- Slavsko Polje – 338
- Stipan – 50
- Šljivovac – 32
- Trepča – 5
- Vrginmost – 1095

### Popis stanovništva 2001. godine
Po nacionalnom sastavu Hrvati su činili 40 % stanovništva, Srbi 57 %, ostali 3 %. Općina Gvozd imala je 3779 stanovnika, raspoređenih u 19 naselja:
- Blatuša – 285
- Bović – 150
- Brnjavac – 87
- Crevarska Strana – 262
- Čremušnica – 85
- Dugo Selo Lasinjsko – 64
- Golinja – 65
- Gornja Čemernica – 232
- Gornja Trstenica – 102
- Kirin – 56
- Kozarac – 166
- Ostrožin – 64
- Pješčanica – 222
- Podgorje – 178
- Slavsko Polje – 375
- Stipan – 41
- Šljivovac – 33
- Trepča – 9
- Gvozd – 1303

Današnje općine Topusko, Gvozd i Lasinja prije Domovinskog rata činile su veliku općinu Vrginmost.
 
Ovih 19 naselja nove općine, 1991. godine imalo je 8082 stanovnika po sastavu Srbi 94 % i Hrvati 2 %.

## Povijest
Gvozd je ime koje je prije bilo ime Petrove gore, a značilo je "gora".
Stoga su česti zapisi iz različitih knjiga o hrvatskom kralju Petru Snačićem preminulu na gori Petrovoj.
Naselje se od 1996. godina naziva Gvozd, do tada je nosilo ime Vrginmost. Prije 1991. godine i velikosrpske agresije na Hrvatsku, ondašnja općina Vrginmost imala je većinsko srpsko stanovništvo. Uoči Drugo svjetskog rata, 1941. godine, bilo je oko 300 stanovnika, po nacionalnom sastavu Srba, osim dvije obitelji Hrvata i dvije češkog porijekla. 
Naselje Vrginmost je novijeg postanka, nastalo je u 17. stoljeću (vjerojatno 1688.) kada se obitelj Vrga nastanila uz potok Veliku Trepču gdje je zatim sagrađen i most te se znalo reći „kod Vrgina mosta“. Ime se pisalo razdvojeno ili spojeno 1812. Vergin-most, 1822. Verginmoszt,  1835. Verginmost, 1857. Verginmost, 1888. Vrginmost, 1910. u njemačkoj transkripciji, a kasnije u hrvatskoj. U 20. stoljeću ime je ostalo Vrginmost te se nije više mijenjalo (uključivo i za vrijeme NDH.)
Skupština općine Vrginmost formirana je na 40. zajedničkoj sjednici Općinskog vijeća i Vijeća proizvođača Narodnog odbora općine Vrginmost održane 11. kolovoza 1962. godine. Zaključkom o formiranju nove općine Vrginmost, a usvajanjem prijedloga Narodnog odbora općine Topusko i Narodnog odbora općine Pisarovina o ukidanju njihovih općina kao političko teritorijalnih jedinica, formirana je jedna općina sa sjedištem u Vrginmostu. Na osnovi ove odluke, a na temelju Ustava Socijalističke Republike Hrvatske, 3. lipnja 1963. godine konstituirana je Skupština općine Vrginmost. Skupšina općine Vrginmost funkcionirala je do 1991. godine, kada je na osnovi neustavnoga referenduma (referendum se održao 3. veljače 1992.) donesena »Odluka o odvajanju od Republike Hrvatske« i »Odluka o pristupanju općine Vrginmost SAO Krajini«. Prema Zakonu o područjima općina i kotara u Narodnoj Republici Hrvatskoj iz 1962. godine kotaru Karlovac pripada i općina Vrginmost sa sljedećim naseljenim mjestima: Batinova Kosa, Blatuša, Bović, Brnjavac, Bukovica, Čremušnica, Crna Draga, Crni Potok, Desni Štefanki, Desno Sredičko, Donja Čemernica, Dugo Selo Lasinjsko, Golinja, Gornja Čemernica, Gornja Trstenica, Gređani, Hrvatsko Selo, Katinovac, Kirin, Kozarac, Lasinja, Mala Vranovina, Malička, Novo Selo Lasinjsko, Ostrožin, Pecka, Perna, Pješćanica, Podgorje, Ponikvari, Slavsko Polje, Staro Selo Topusko, Stipan, Šljivovac, Topusko, Trepča, Velika Vranovina, Vladimirovo, Vorkapić, Vrginmost.
Gvozd je početkom balvan-revolucije bio u skupu općina koje su držali srpski pobunjenici. Velikosrpski elementi bili su stava da Srbi ne mogu živjeti s Hrvatima, zbog čega su s područja pod svojom kontrolom sustavno protjerivali, a poslije i ubijali Hrvate. Ista je sudbina snašla i Srbe koji su bili za suživot, odnosno, za mirno rješenje krize. Takva je bila sudbina ondašnjeg čelnika Dmitra Obradovića (koji se otvoreno suprotstavio politici Milana Martića), čelnika ondašnjeg Vrginmosta, kojega su pobunjeničke srpske snage likvidirale (crvene beretke), optuživši za zločin Hrvate.
Dana 4. ožujka održan je miting srpskog naroda na Petrovoj gori, na kojem su govorili predsjednik SO Vrginmost Dmitar Obradović, general pukovnik Dušan Pekić, Jandre Bjelivuk i predstavnica SUBNOR-a Hrvatske Milka Kufrin. 9. siječnja 1991. na poziv na sastanak u Sabor Republike Hrvatske pozvani su predstavnici općina (s većinskim srpskim stanovništvom) Vojnića, Vrginmosta, Gline, Kostajnice i Dvora na Uni; došli su samo predstavnici Kostajnice i Gline. Skupština općine Vrginmost odlukom od 15. siječnja 1991. raspisala je referendum o pristupanju općine Vrginmost Srpskoj Autonomnoj Oblasti Krajine, a referendum je bio predviđen za 3. veljače 1991., koju je poništio Ustavni sud Republike Hrvatske u odluci br. U/I-14/1991 od 29. siječnja 1991., jer je utvrdio da je tzv. "Srpska Autonomna Oblast Krajine" neustavna tvorevina, pa je Sud akte općinskih skupština koje su usvojile Statut, donijele odluke o provoðenju Statuta, o raspisivanju referenduma odnosno druge akte o prihvaæanju i ostvarivanju Statuta te tzv. Srpske Autonomne Oblasti Krajine odnosno akte o pristupanju tzv. Zajednici općina Sjeverne Dalmacije i Like – Srpskoj Autonomnoj Oblasti Krajine – poništio. Ustavni sud Republike Hrvatske u odluci dodatno naveo da tzv. Srpska Autonomna Oblast Krajine pravno ne postoji, pa su svi akti i radnje upravljeni na osnivanje te tzv. oblasti protivni Ustavu Republike Hrvatske. Stoga se i raspisivanjem i provoðenjem referenduma o pristupanju toj tzv. oblasti krši ne samo navedena adluka Ustavnog suda Suda br. U/I-331/1990, nego i narušava teritorijalno ustrojstvo Republike Hrvatske, zbog èega je Sud osporenu odluku Općine Vrginmost kao suprotnu Ustavu poništio. Budući da je područje bilo izvan nadzora hrvatske policije, referendum je održan 3. veljače 1991. godine. 14. ožujka 1991. oko zgrade skupštine općine Vrginmost zbilo se masovno okupljanje naroda. Masu je predvodila Srpska demokratska stranka koja je tražila smjenu njoj nepodobnog predsjednika Dmitra Obradovića (pristaše suživota Hrvata i Srba) i zabranu unošenja šahovnice na područje općine Vrginmost. Županijsko državno odvjetništvo u Karlovcu u ponovljenom je postupku nekadašnjem predsjedniku Srpskog nacionalnog vijeća t.zv. SAO Krajine Mili Dakiću (prvo je bilo u odsutnosti, kad je osuđen na 20 godina) navelo da će dokazati da je Dakić organizator naoružanih skupina na području Vojnića koje je političkim djelovanjem poticao na nasilje; 2014. je oslobođen jer "na kraju dokaznog postupka tužiteljstvo nije uspjelo pronaći direktnu vezu kojom bi dokazalo umiješanost")). Ondašnji ministar unutarnjih poslova Republike Hrvatske Josip Boljkovac, izjavio je da za Dakića doznao tek preko Obradovića. Prema Boljkovčevim riječima, na sastanku njih dvoje na Kordunu Obradović je Boljkovcu kazao da će nazvati u Vojnić da se ne dogodi kao što se dogodilo u Vrginmostu. Dana 1. travnja 1991. tzv. izvršno vijeće "SAO Krajine" u Korenici donijelo je odluku o ujedinjenju s Republikom Srbijom. U tu su planiranu velikosrpsku tvorevinu trebale ući općine Knin, Benkovac, Obrovac, Gračac, Donji Lapac, Korenica, Vojnić, Vrginmost, Glina, Dvor na Uni, Kostajnica, Petrinja i Pakrac "te sva srpska naselja koja su se pripojila jednoj od ovih općina i ona koja se ubuduće izjasne za pripajanje u procesu razgraničenja." Prema srpskim izvorima, hrvatske su policijske snage uspjele proći preko područja gvoške općine 4. srpnja i ušle u Topusko. Dana 2. studenoga 1991., formirana je brigada pobunjenih Srba (4. kordunaška brigada) za Vrginmost. Prema pisanjima pobunjenih Srba, 26. prosinca 1991. "iz pravca Karlovca, prema Turnju i Kamenskom hrvatska vojska i policija krenula je u ofanzivu radi proboja kroz Utinjsku dolinu ka Vrginmostu i Vojniću, te da su vođene trodnevne borbe u kojima je poginuo veliki broj hrvatskih vojnika." 16. lipnja 1992. na Topličkim kosama nedaleko od Topuskog teško je ranjen velikosrpskim militantima nepodobni predsjednik SO Vrginmost Dmitar Obradović. Njegov je automobil pogođen je s 36 metaka, a Obradović je umro u bolnici na Petrovoj gori. 14. rujna 1993. iznad Gvozda oboren je hrvatski avion MiG-21 kojim je upravljao Miroslav Peris. Dana 4. siječnja 1995. u Gvozdu je počelo uređivanje kuće za boravak ili rezidenciju Milana Martića, što je prema nekima to bio rezultat sukoba s Mikelićem i Babićem.

### Naziv
Vladin povjerenik 1996. godine podnio je inicijativu za preimenovanje mjesta Vrginmost u Gvozd što je skupština Sisačko-moslavačke županije prihvatila.
Dana 11. lipnja 2012. godine općinsko vijeće Gvozda donosi odluku o promjeni imena naselja u Vrginmost (od nazočnih 10 vijećnika, jedino je vijećnica HDZ-a bila protiv promjene, a ostali su, na čelu sa SDSS-om i SDP-om odlučili da se Gvozdu vrati ime Vrginmost). Nakon ovoga su uslijedili prosvjedi hrvatskog stanovništva na kojima tvrdili da "odluka odražava stav stanovnika devet okolnih sela općine Gvozd, a ta su sela nastanjena Srbima, za razliku od Hrvata koji čine 95 % od 1122 stanovnika naselja Vrginmost". Prema od 1095 stanovnika naselja Gvozd, 755 je Hrvata je 68,94 %, a Srba je 322, što je 29,4 %.[Potrebna još jedna potvrda informacije od DZS-a RH.] 
Hrvati su se usprotivili ovoj promjeni imena te naselje i dalje nazivaju Gvozdom (katolička Crkva, HDZ, hrvatska nacionalno svjesna desnica, mjesni većinski Hrvati, hrvatska zajednica na Facebooku i hrvatski mediji koji nisu u inozemnom vlasništvu.
Dana 3. studenoga 2012. u Gvozdu je održan prosvjedni skup u organizaciji Hrvatske stranke prava i Hrvatskog nacionalnog fronta (HNF) zbog odluke općinskog vijeća o promjeni imena. Na prosvjedu je bilo oko 350 prosvjednika.

## Poznate osobe
Zadnji hrvatski kralj narodne krvi Petar Svačić poginuo je na planini Gvozdu, koja je po njemu dobila ime Petrova gora.
- Ognjeslav Utješenović Ostrožinski, srpski političar i književnik u Habsburškoj Monarhiji
- Gabrijel Rodić, visoki državni dužnosnik u Habsburškoj Monarhiji
- Mile Mrkšić, ratni zločinac
- Branko Mamula, admiral flote Jugoslavenske narodne armije
- Rade Bulat, inženjer, sudionik NOB-a, general JNA i narodni heroj Jugoslavije
- Pavle Jakšić, fizičar, general, načelnik štaba Četvrte jugoslavenske armije i narodni heroj Jugoslavije
- Gojko Nikoliš, liječnik, sudionik Španjolskog građanskog rata na strani republikanaca, sudionik NOB-a, načelnik saniteta JNA, narodni heroj Jugoslavije, diplomat i pisac

Vrgomošćani su i prvi članovi hrvatskog pop rock sastava ITD Band, Branislav Bekić (vokal), Milan Bekić (bas gitara) i Nebojša Tepšić (bubnjevi). Vrgomošćan je i Rastislav Topoljski (klavijature) koji se sastavu pridružuje kasnije, dok je Jadranko Mileusnić (gitara), Vojnićarac.

## Spomenici i znamenitosti
Na Petrovoj gori nalazi se spomenik posljednjem hrvatskom kralju narodne krvi Petru Svačiću (kraljev grob). Spomenik ustanku naroda Banije i Korduna, posvećen antifašističkoj borbi i stradanjima stanovništva Banovine i Korduna u Drugom svjetskom ratu, sagrađen je 1982. godine prema rješenju poznatog kipara Vojina Bakića.
Na području Vrginmosta nalaze se utvrde Bović, Kirin i Ostrožin. Danas su od tih utvrda raspoznatljive samo lokacije, koje su povrh istoimenih sela, ali nisu istražene.

## Obrazovanje
Na području općine Gvozd postoji jedna osnovna škola koja nosi ime OŠ "Gvozd".

## Kultura
- Suncokret – Centar za razvoj zajednice,[53] nevladina i neprofitna udruga utemeljena 2004. godine kao odgovor na psihosocijalne potrebe u zajednici nakon rata

## Šport
- NK Gvozd, nogometni klub

Do 1995. godine i Oluje, u Vrginmostu je postojao nogometni klub NK Jedinstvo Vrginmost. On je ugašen odlaskom srpskog stanovništva, te su umjesto njega godinu dana kasnije Hrvati povratnici osnovali NK Napredak, koji je 1999. godine promijenio ime u NK Gvozd

## Vanjske poveznice
- Službene stranice općine